# 크리스티안 차베스
크리스티안 차베스(Christian Chávez, 1983년 8월 7일 ~ )는 멕시코의 배우이다.